# Tarentilla
La Tarentilla è una fabula palliata del commediografo e tragediografo latino Gneo Nevio. Si tratta, dunque, di una commedia latina di argomento greco; il titolo è traducibile in italiano come La ragazza di Taranto, e deriva dal nome latino della città, Tarentum. È la meglio conservata tra le commedie di Nevio, ed è l'unica delle trentacinque di cui si ha notizia di cui sia possibile ricostruire, seppure sommariamente, la trama. Fu tratta da una commedia greca di cui non è rimasta alcuna notizia, e ottenne a Roma un grandissimo successo di pubblico.

## Contenuto
L'opera si apre con un prologo a carattere polemico, in cui Nevio sottolineava come uno schiavo potesse in Grecia criticare una tragedia o una commedia, mentre a Roma non era ammesso che lo facesse un uomo libero: Nevio intendeva, dunque, sostenere che uno schiavo in Grecia godeva di una libertà maggiore di quella di un cittadino libero romano.
(Frammento 62 Traglia; trad. di G. Pontiggia.)
La vicenda vera e propria inizia dopo il prologo: due giovani si recano a Taranto assieme ai loro servi; lì sperperano il patrimonio dei loro padri organizzando banchetti, dedicandosi agli stravizi e frequentando una ragazza di facili costumi, che viene così descritta:
(Frammento 63 Traglia; trad. di G. Pontiggia.)
A porre fine alla situazione in cui si trovano i due giovani, giungono i loro padri: i figli, aiutati dai servi, impauriti, tentano di far finta di nulla, ma vengono smascherati. Tuttavia si riconciliano con i genitori, che concedono loro il perdono dopo averli rimproverati.

## Stile
La commedia è scritta in diversi metra, tra i quali il senario giambico, il settenario trocaico e l'ottonario giambico. Risulta particolarmente rilevante l'utilizzo di figure retoriche come l'allitterazione (fr. 67), l'anafora (fr. 63), la figura etimologica (frr. 62-63) e lo zeugma (fr. 73). A livello ritmico, invece, il frammento 63 si caratterizza per un ritmo vivace e particolarmente mosso che è costante nelle opere di Plauto.